# GLORY-君がいるから-
「GLORY-君がいるから-」（グローリー きみがいるから）は、上原多香子の6枚目のシングル。2002年5月22日にSONIC GROOVEよりコピーコントロールCDでリリースされた。

## 解説
前作から2ヶ月ぶりのリリースで、表題曲は、フジテレビ系アニメ『ONE PIECE』7thエンディングテーマ。初回生産分のみ、『ONE PIECE』のイラストが印刷されたステッカーが封入されている。

## 収録曲
1. GLORY-君がいるから-
作詞:渡辺なつみ　作曲:菊池一仁　編曲:原田憲
2. Changin' my heart
作詞:松本有加　作曲:阿久津健太郎　編曲:h-wonder
3. GLORY-君がいるから-(remixed by D.M.X.)
編曲:宮崎泉
4. GLORY-君がいるから-(Instrumental)
5. Changin' my heart(Instrumental)

## 収録アルバム
オリジナル
- 『pupa』（#1）

ベスト
- 『départ〜takako uehara single collection〜』（#1）

オムニバス
- 『15年150曲』（#1）
- 『20年200曲』（#1）
- 『ONE PIECE SUPER BEST』（#1）
- 『SINGLE HITS COLLECTION 〜Best Of avex anime〜 SILVER』（#1）